# Слободянюк Володимир Йосипович
Володимир Йосипович Слободянюк (нар. 1 жовтня 1943, с. Вишківці, Вінницька область) — народний депутат України 5-го скликання, член Партії регіонів; голова Контрольної комісії Вінницької обласної організації Партії регіонів.

## Життєпис
Народився 1 жовтня 1943 (с. Вишківці, Немирівський район, Вінницька область); дружина Марія Прокопівна (1949); дочка Людмила (1968); син Олег 1972).
Освіта: Свердловське вище військово-політичне танко-артилерійське училище (1972–1976); Військово-політична академія ім. В. І. Леніна (1977–1982).
Вересень 2007 — кандидат в народні депутати України від Партії регіонів, № 244 в списку. На час виборів: народний депутат України, член ПР.
Народний депутат України 5-го скликання з квітня 2006 до листопада 2007 від Партії регіонів, № 154 в списку. На час виборів: голова Вінницького обласного відділення Партії регіонів. Член фракції Партії регіонів (з травня 2006). Член Комітету з питань боротьби з організованою злочинністю і корупцією (з липня 2006).
- 1962–1965 — служба в армії.
- 1965–1968 — завідувач сільського клубу, художній керівник будинку культури, секретар комітету ВЛКСМ колгоспу.
- 1968 — травень 1993 — служба в армії.
- Квітень 1986 — грудень 1988 — радник начальника політвідділу десантно-штурмової бригади «Командос» в Республіці Афганістан.
- Травень 1993 — березень 2001 — директор підприємства «Вінавто».
- Травень 2001 — квітень 2004 — директор благодійного фонду «Довіра».
- Квітень — жовтень 2004 — помічник-консультант народного депутата України.
- З жовтня 2004 — помічник-консультант народного депутата України (на громадських засадах).
- Червень 2005–2006 — голова Вінницького облавного відділення Партії регіонів.